# Котронеи
Котроне́и (итал. Cotronei) — коммуна в Италии, располагается в регионе Калабрия, в провинции Кротоне.
Население составляет 5525 человек (2008 г.), плотность населения составляет 70 чел./км². Занимает площадь 78 км². Почтовый индекс — 88836. Телефонный код — 0962.
Покровителем коммуны почитается святитель Николай Мирликийский, празднование 6 декабря.

## Демография
Динамика населения:

## Администрация коммуны
- Официальный сайт: https://web.archive.org/web/20090729040103/http://82.190.53.163:36263/Default.aspx